# Comuna Viișoara, Bihor
Viișoara (în maghiară: Érszőlős) este o comună în județul Bihor, Crișana, România, formată din satele Izvoarele, Pădureni, Reghea și Viișoara (reședința).

## Demografie
Componența etnică a comunei Viișoara
     Maghiari (80,3%)
     Români (17,81%)
     Alte etnii (0,39%)
     Necunoscută (1,5%)
Componența confesională a comunei Viișoara
     Reformați (54,93%)
     Ortodocși (16,39%)
     Baptiști (10,17%)
     Penticostali (8,2%)
     Romano-catolici (5,36%)
     Greco-catolici (2,13%)
     Alte religii (0,95%)
     Necunoscută (1,89%)
Conform recensământului efectuat în 2021, populația comunei Viișoara se ridică la 1.269 de locuitori, în scădere față de recensământul anterior din 2011, când fuseseră înregistrați 1.336 de locuitori. Majoritatea locuitorilor sunt maghiari (80,3%), cu o minoritate de români (17,81%), iar pentru 1,5% nu se cunoaște apartenența etnică. Din punct de vedere confesional, majoritatea locuitorilor sunt reformați (54,93%), cu minorități de ortodocși (16,39%), baptiști (10,17%), penticostali (8,2%), romano-catolici (5,36%) și greco-catolici (2,13%), iar pentru 1,89% nu se cunoaște apartenența confesională.

## Politică și administrație
Comuna Viișoara este administrată de un primar și un consiliu local compus din 9 consilieri. Primarul, Vasile Beke[*], de la Uniunea Democrată Maghiară din România, este în funcție din 2008. Începând cu alegerile locale din 2024, consiliul local are următoarea componență pe partide politice:
|  | Partid                                 | Consilieri | Componența Consiliului | Componența Consiliului | Componența Consiliului | Componența Consiliului | Componența Consiliului | Componența Consiliului | Componența Consiliului |
|  | -------------------------------------- | ---------- | ---------------------- | ---------------------- | ---------------------- | ---------------------- | ---------------------- | ---------------------- | ---------------------- |
|  | Uniunea Democrată Maghiară din România | 7          |                        |                        |                        |                        |                        |                        |                        |
|  | Partidul Social Democrat               | 1          |                        |                        |                        |                        |                        |                        |                        |
|  | Partidul Național Liberal              | 1          |                        |                        |                        |                        |                        |                        |                        |